# 乳姫大祭
『乳姫大祭』（にゅうきたいさい）は2007年1月19日にWest Visionより発売された日本の18禁アドベンチャーゲーム。

## 概要
二部構成となる本作は、前半の修行調教のパートでは来るべき乳姫大祭で参拝客を楽しませることができるよう、様々な調教を行うことで感度や性技など各パラメータを上げて淫乱な巫女を育成していき、その成果によって後半の乳姫大祭のパートで発生するイベントが変化する。
BugBug2007年4月号のB.C.G.〜ばぐばぐ・せいねんむけ・げきじょう〜にてカラーマンガが掲載された。

## ストーリー
本当から遥かは離れた所に位置し閉鎖的な社会を構成している孤島・比女島（ひめのじま）では、毎年9月に島を鎮護する比女稲荷神社に祀られている女神「乳姫能賣大神（にゅうきのめのおおかみ）」に供物を捧げる奇祭「乳姫大祭」が脈々と受け継がれてきた。その供物こそ女神に劣らず豊満な身体を持つ歩き巫女と呼ばれる女性の「女体」であり、供物を神に捧げることで祟霊を鎮め豊作を祈願するとしているが、その実は娯楽の少ない孤島において供物という建前で歩き巫女になった女性に陵辱の限りをつくして楽しむ乱交フェスティバルであった。
本年は昨年まで歩き巫女を務めていた神和瞳が逝ったことで、新たな歩き巫女として瞳の妹の神和奈々姫が選ばれ、奈々姫の慕い人である相馬晴彦が歩き巫女に性技を教えて乳姫大祭にふさわしい巫女に鍛え上げる指南役に選ばれたのであった。

## 登場人物
相馬 晴彦（そうま はるひこ）
本作の主人公。幼い頃に両親を亡くし孤児となったため、叔父である神和泰志が大宮司を務める比女稲荷神社のお世話になっていた。島の淫らな風習を忌み嫌い8年前に島を出て、現在では東京の大学の神道科で学んでいたが、奈々姫の願いで乳姫大祭の巫女の指南役に選ばれたことで帰島することとなる。
神和 奈々姫（かんなぎ ななき）
声：白井うさぎ
神和泰志の娘で巫女。素直でまだあどけなさが残る性格の大和撫子であるが、胸は蠱惑的に発育している。乳姫大祭の歩き巫女になり陵辱されるという宿命に殉じる覚悟はできているが、巫女の初めてだけは幼い頃から兄のように慕っていた晴彦にもらって欲しく己に指南役に晴彦を切望した。
片桐 琴音（かたぎり ことね）
声：このかなみ
アルバイト巫女として比女稲荷神社で助勤務している。かつて晴彦の近所に住んでいた幼馴染で、晴彦や奈々姫と共に神社の奉仕活動に加わっていた。片桐翼という弟がいる。乳姫大祭を始めとする島の淫らな風習を嫌悪しており、懸命になって奈々姫を島の男達の手から守ろう。

## スタッフ
- 原画：玉姫金魚
- シナリオ：板皮類

## 関連商品
DVD-PG
- 乳姫大祭DVDPG
  - 発売日：2007年6月27日
  - 品番：TWDV-31